# T Antliae
T Antliae är en pulserande variabel  av Delta Cephei-typ (DCEP) i stjärnbilden Luftpumpen. 
T Antliae varierar mellan visuell magnitud +8,86 och 9,76 med en period av 5,89820 dygn.